# Канонир

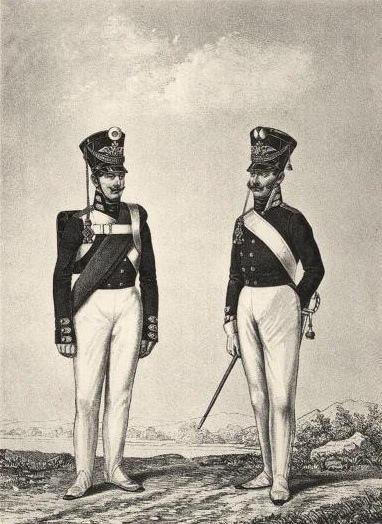
Канонир и Фейерверкер Гвардейской Пешей Артиллерии, 1809—1810.

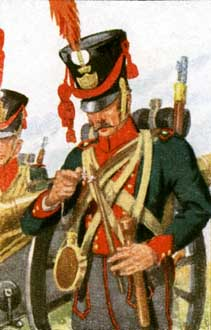
Канонир Саксонской пешей артиллерии, 1813 — 1815 годов.

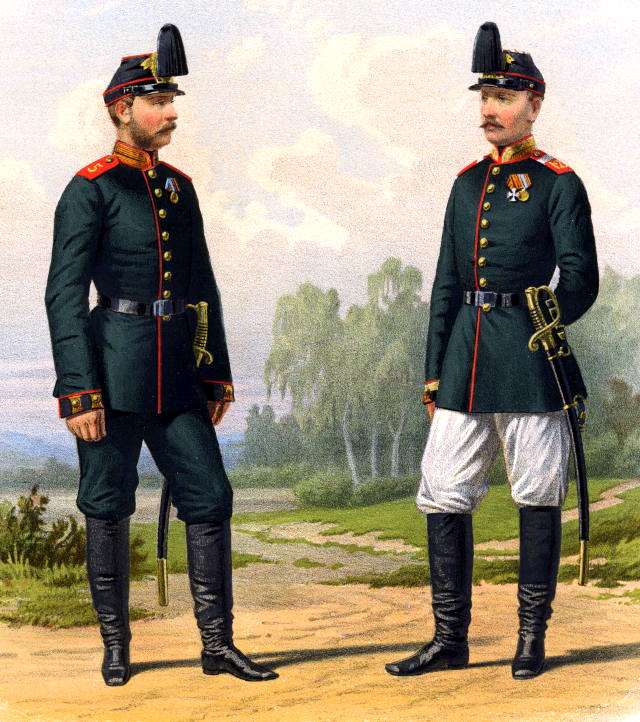
Канонир и Фейерверкер.
1878 год.

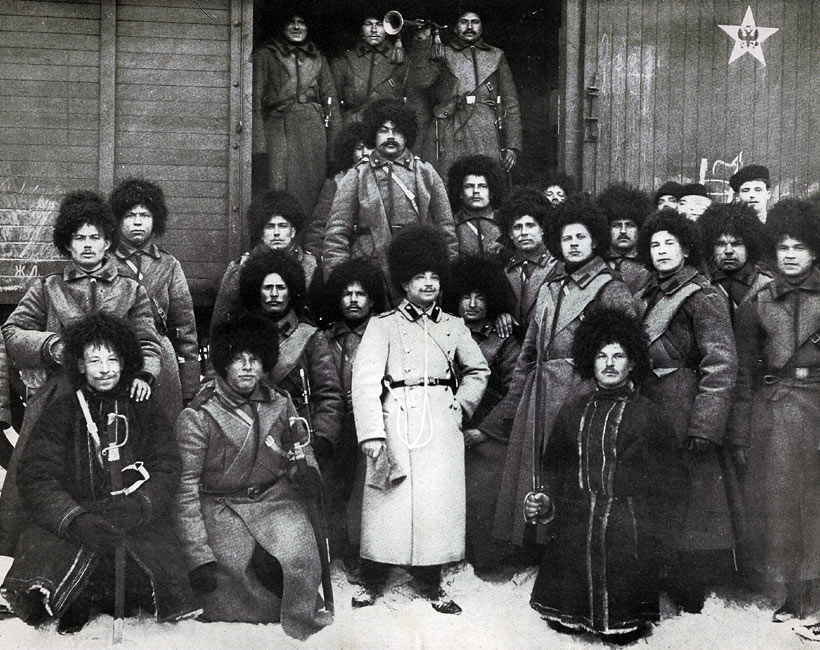
Из Гатчины на японский фронт, в Маньчжурию, воевать с японцами отправляется 23-я артиллерийская бригада, зима 1904 года, по просьбе фотокорреспондента Виктора Буллы канониры картинно выстроились для парадного снимка.

Канони́р (нем. Kanonier), Канонер — младший нижний чин рядового артиллерии армии и флота (в Российской империи до 1917 года), буквально пушкарь, от французского canonier, от canon (пушка), и в сухопутных силах некоторых других государств.
Строевые нижние чины  Русской артиллерии разделялись на канониров (рядового звания) и фейерверкеров (унтер-офицерского звания). 
Артиллеристы РИА рядового звания делились на канониров, бомбардиров (старших канониров), бомбардир-лаборатористов и бомбардир-наводчиков. В ВС России, в период с 1700 года по 1834 год у канонира было два помощника — гандлангера (канонирский (пушкарский) ученик, подканонир), которые в случае необходимости должны были заменять канониров и выполнять их обязанности. Чин гандлангер, приказом военного министра России, был переименованы в младшие канониры, причем в гвардейской артиллерии иметь этого чина не полагалось.

## История
В Русской армии канонирами были названы солдаты (наёмные военнослужащие) бомбардирской роты, которую создал Пётр I, в 1695 году, в Преображенском полку Потешных войск, ранее служивые люди снаряда (артиллерии) Русского войска назывались пушкарями, стрелками, затинщиками и так далее. Как нижний чин в артиллерии армии России установлен в 1700 году при создании артиллерийского полка и законодательно закреплён Артиллерийскими штатами 1712 года и Воинским уставом 1716 года. В обязанности канонира входили:
- делать заряды для орудия[4] настильной стрельбы, то есть пушки;
- уход за орудием;
- сбережение орудия;
- подготовка орудия к стрельбе;
- перемещение орудия при смене позиции;
- и другое.

Позже канонир, входивший в постоянный состав орудийного расчёта, должен был знать:
- основательно затвор, его сборку и разборку;
- в главных частях материальную часть артиллерии, уметь обращаться с ней и наблюдать за её исправным состоянием;
- укладку боевого комплекта и запасных частей орудия;
- устройство, действие и назначение снарядов, трубок и взрывателей.

и уметь:
- правильно и быстро исполнить обязанности всех номеров при орудии, устанавливать прицельные приспособления, правильно читать величины установок этих приспособлений и уметь производить проверку прицельных приспособлений;
- наводить орудие при всех условиях и всеми способами, отмечать орудие, давать направление по вспышкам от выстрелов, по поднимающейся от выстрела пыли, по дыму рвущихся снарядов и провешивать направление в разных случаях;
- брать параллельное направление;
- чистить, мыть, смазывать орудие, лафет, передок, зарядный ящик;
- обращаться с боевыми припасами, уметь снаряжать холостые патроны;
- маскироваться и окапываться.

В отличие от бомбардиров, которые обслуживали мортиры, а затем гаубицы и единороги, канониры были только в составе орудийной прислуги пушек как в армии, так и на флоте (Армейский флот).
Морской Устав Русского Флота от 1720 года определял количество канониров на корабле в зависимости от ранга и числа орудий:
| ранг корабля | количество пушек | количество канониров |
| ------------ | ---------------- | -------------------- |
| 1            | 90               | 60                   |
| 1            | 80               | 50                   |
| 2            | 76               | 40                   |
| 3            | 66               | 35                   |
| 3            | 50               | 30                   |
| 4            | 32               | 20                   |
| 4            | 16               | 12                   |
| 4            | 14               | 8                    |

По соотношению числа пушек и канониров можно сказать, что на три пушки приходилось примерно два канонира. Следовательно, канониры занимались заряжанием, прицеливанием и производством выстрела, а накат пушек на место, охлаждение, прочистка после выстрела возлагалась на солдат. Матросы же отношения к пушкам не имели.
Корпоралы от канонир — младшие унтер-офицеры артиллеристы, командиры канониров.
Сержант от канонир — старший артиллерийский унтер-офицер. На больших кораблях начальник всех рядовых артиллеристов. На маленьких кораблях должность сержанта замещали корпоралы.
Нижний чин канонира просуществовал в России до декабря 1917 года. Как воинское звание канонир рядового артиллериста сохранилось в сухопутных войсках отдельных государств Германии (нацистская Германия, ННА), ПНР и так далее.

## Знаки различия

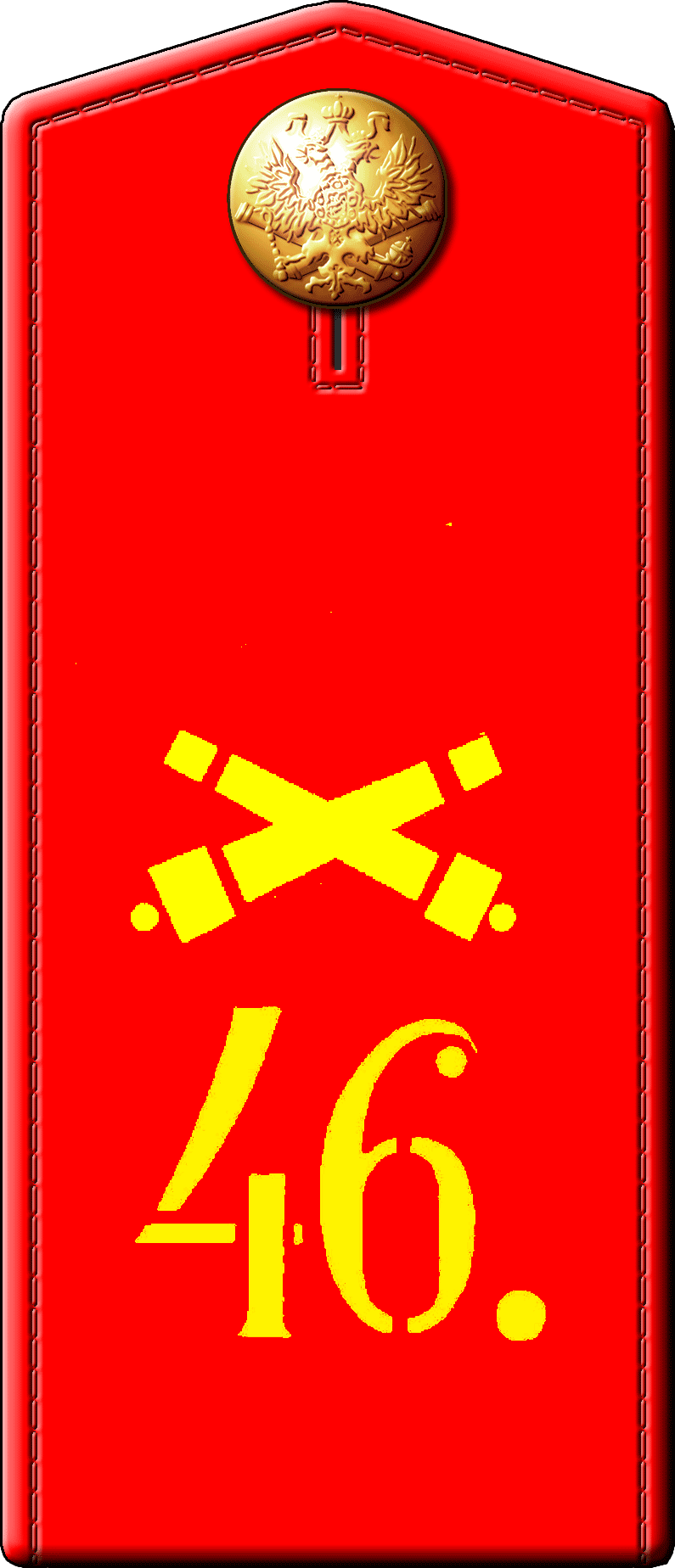
Погон канонира 46-й артиллерийской бригады Русской армии, 1911 год.
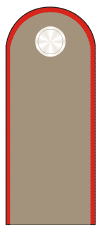
Погон канонира Национале Фольксармее, 1970 год.